# Caitlin Stasey
Caitlin Stasey (Melbourne, 1. svibnja 1990.), australska glumica koja je poznata po ulogama Rachel Kinski u seriji Susjedi (Neighbours). Na početku igrala je ulogu Francesca Thomas u seriji Društvu iz spavaonice (The Sleepover Club).
Caitlin je započela svoju glumačku karijeru kada je imala šest godina.
Caitlin je svoju ulogu u Susjedima započela (18. kolovoza 2005.). Imala je i ulogu kao Franceska Thomas u novoj sezoni serije Društvo iz spavaonice 2 i isto tako bila u Channel 10 emisiji Australia's Brainiest Neighbour završila je na drugom mjestu.
Caitlin je također bila u Australskom djevojačkom zboru Qantas s pjesmom 
"I Still Call Australia Home" i bila u spotu koje je išlo diljem svijeta za Olimpijske igre u Sydneyu 2000. godine. Caitlin je također dobra prijateljica sa susjedom Matthew Werkmeister koji također glumi u seriji "Neighbours". Navijačica je kluba Norwich City F.C. nogometni klub iz engleske jer joj obitelj živi u Norwichu. Momentalno studira 11 godinu VCE by correspondence.

## Filmografija
- Sutra, kada je započeo rat